# توماس لانس
توماس لانس (بالإنجليزية: Thomas Lance)‏ مواليد 14 يونيو 1891 في لندن، إنجلترا - الوفاة 29 فبراير 1976 في برايتون، كان دراج إنجليزي في صنف سباق الدراجات على المضمار. سبق أن شارك في دورة الألعاب الأولمبية الصيفية وفاز بميدالية أولمبية.

## الميداليات
| الميدالية | المسابقة                       |
| --------- | ------------------------------ |
| ذهبية     | الألعاب الأولمبية الصيفية 1920 |

## روابط خارجية
- توماس لانس على موقع أرشيف الدراجات (الإنجليزية)
- توماس لانس على موقع أوليمبيديا (الإنجليزية)
- توماس لانس على موقع اللجنة الأولمبية البريطانية (الإنجليزية)